# 1693 en science
| Années de la science : 1690 - 1691 - 1692 - 1693 - 1694 - 1695 - 1696    |
| Décennies de la science : 1660 - 1670 - 1680 - 1690 - 1700 - 1710 - 1720 |

Cet article présente les faits marquants de l'année 1693 en science.

## Publications

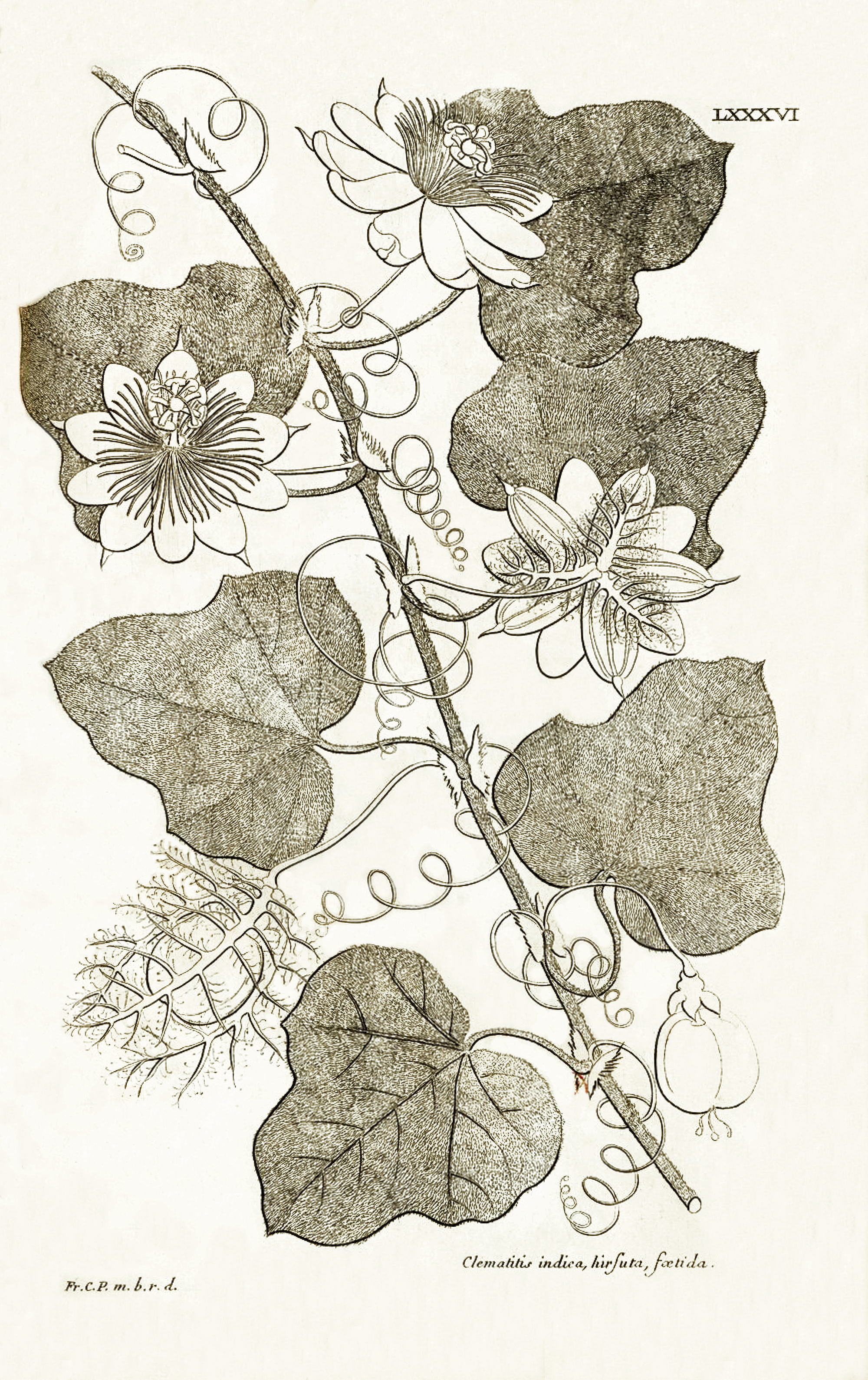
Clématite Plumier, 'Description des plantes d'Amérique.

- Fin mai-début juin[1] :  publication de la première carte générale de la France établie avec des coordonnées exactes, dessinée en 1682 par La Hire, élève de l'abbé Picard[2].
- Première édition du Neptune françois, premier atlas nautique publié en France.
- Bernard Frénicle de Bessy : Méthode pour trouver la solution des problèmes par les exclusions. Abrégé des combinaisons. Des Quarrez magiques sur Google Livres, posthume.
- Théodore de Mayerne : La pratique de medecine, Lyon : Anisson & Posuel, 1693, posthume.
- Charles Plumier, Description des plantes de l’Amérique, Paris, Imprimerie royale, 1693 (présentation en ligne).
- Philip Verheyen : Corporis Humani Anatomia.

## Naissances

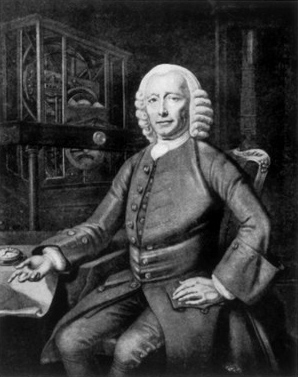
John Harrison.

- 3 janvier : Giovanni Bianchi (mort en 1775), (latin : Janus Plancus), naturaliste italien.
- 23 janvier : Georg Bernhard Bilfinger (mort en 1750), philosophe, mathématicien et scientifique allemand.
- 24 mars : John Harrison (mort en 1776), artisan ébéniste, et horloger autodidacte britannique, inventeur du chronomètre de marine.
- Mars : James Bradley (mort en 1762), astronome Royal anglais.
- 19 juin : Christian August Hausen (mort en 1743), mathématicien, physicien, astronome allemand.
- 11 août : Jacques Daviel (mort en 1762), chirurgien et ophtalmologue français, premier à avoir réussi une opération de la cataracte.
- 5 octobre : Johann Christian Buxbaum (mort en 1730), médecin, botaniste et explorateur allemand.
- 25 octobre : Antoine Ferrein (mort en 1769), médecin et anatomiste français.
- 29 décembre : Pierre Céloron de Blainville (mort en 1759), officier et explorateur français, connu pour son exploration de l'Ohio en 1749.

## Décès
- Avril : Sédileau, mathématicien et astronome français.
- 31 août : Laurent Cassegrain (né vers 1629), prêtre et physicien français, à l'origine du télescope de type Cassegrain.
- Août-septembre : Johann Jacob Zimmermann (né en 1644), théologien allemand non-conformiste, millénariste, mathématicien et astronome.